# Varsovia Warszawa
Varsovia – wielosekcyjny klub sportowy z siedzibą w Warszawie.

## Historia

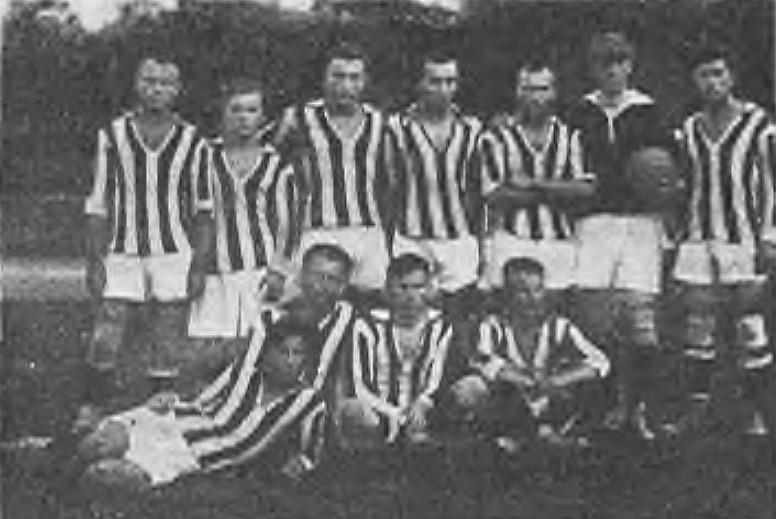
Piłkarze Varsovii w 1924

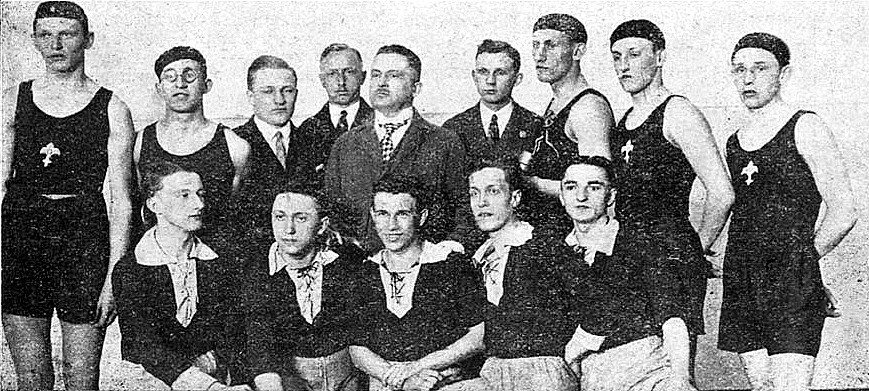
Drużyny Czarnej Trzynastki Poznań i Varsovii (1928)

Klub został zawiązany jesienią 1922 z inicjatywy uczniów oraz nauczycieli Gimnazjum Giżyckiego w Warszawie. Komendantem był prof. Władysław Olędzki. W klubie istniały sekcje: piłki nożnej, gier zespołowych, lekkoatletyczna, tenisowa (klub posiadał dwa korty), sportów wodnych wraz z przystanią w Porcie Czerniakowskim. W 1931 z coraz liczniejszym przechodzeniem zawodników do innych klubów postanowiono rozwiązać klub.

## Sukcesy
- Koszykówka
  -  Mistrzostwa Polski w koszykówce mężczyzn:
    -  2. miejsce: 1928
- Lekkoatletyka
  -  Mistrzostwa Polski seniorów w lekkoatletyce
    -  2. miejsce: 1925 biegi przełajowe Czesław Centkiewicz
    -  3. miejsce: 1928 pchnięcie kulą oburącz Stanisław Sass
    -  3. miejsce: 1928 rzut dyskiem oburącz Stanisław Sass
- Boks
  -  Mistrzostwa Polski w boksie
    -  3. miejsce: 1927 waga piórkowa Janusz Działowski
    -  3. miejsce: 1927 waga półciężka Stanisław Cendrowski
    -  3. miejsce: 1928 waga musza Leon Kazimierski
    -  3. miejsce: 1928 waga półciężka Stanisław Cendrowski